# Weaubleau
La ville de Weaubleau est située dans le comté de Hickory, dans l’État du Missouri, aux États-Unis. Sa population s’élevait à 418 habitants lors du recensement de 2010, estimée à 401 habitants en 2016.

## Source
- (en) Cet article est partiellement ou en totalité issu de l’article de Wikipédia en anglais intitulé « Weaubleau, Missouri » (voir la liste des auteurs).